# マルハシタイランチョウ
マルハシタイランチョウ（学名：Rhynchocyclus olivaceus）は、スズメ目タイランチョウ科に分類される鳥類の一種。

## 分布
南アメリカ